# Carpathonesticus fodinarum
Carpathonesticus fodinarum là một loài nhện trong họ Nesticidae.
Loài này thuộc chi Carpathonesticus. Carpathonesticus fodinarum được Wladislaus Kulczynski miêu tả năm 1894.